# Šentpavel na Zilji
Šentpavel na Zilji (nemško St. Paul an der Gail) je naselje občine Štefan na Zilji v okraju Šmohor na Koroškem v Avstriji.